# Министерство сельского хозяйства Кубы
Министерство сельского хозяйства Кубы (исп. Ministerio de la Agricultura – MINAG) — орган исполнительной власти в Республике Куба, в ведении которого находятся вопросы аграрной политики.

## История
История государственного регулирования развития сельского хозяйства на острове Куба началась во времена, когда остров являлся колонией Испании. В 1795 году здесь был создан Королевский совет по делам сельского хозяйства, промышленности и торговли (El Real Consulado de Agricultura, Industria y Comercio).
Перед началом войны за независимость, в 1897 году власти Испании приняли решение несколько увеличить автономию Кубы, и ведомство было реорганизовано в секретариат по делам сельского хозяйства, промышленности и торговли (Secretaría de Agricultura, Industria y Comercio).

### 1898—1958
После подписания Парижских соглашений в декабре 1898 года (в соответствии с которыми Испания отказалась от прав на Кубу), Куба перешла под контроль США, и военной администрацией США началось создание местных органов управления. В 1899 году был создан секретариат сельского хозяйства (Secretaría de Agricultura). Оккупация острова войсками США продолжалась до 20 мая 1902 года, но и в дальнейшем страна оставалась полуколонией США (в 1903 году была принята «поправка Платта», разрешавшая США вводить на Кубу войска без санкции со стороны правительства Кубы).
После принятия конституции Кубы в 1940 году была проведена реформа органов управления, и секретариат по делам сельского хозяйства был реорганизован в министерство сельского хозяйства (Ministerio de la Agricultura).

### После 1959
После победы Кубинской революции в январе 1959 года министерство сельского хозяйства стало одним из первых министерств, возобновивших свою работу уже в начале 1959 года. В дальнейшем, структура министерства несколько раз изменялась.
- так, после начала в 1960 году ликвидации неграмотности среди крестьян (Plan de Educación “Ana Betancourt”) в совместное ведение министерства сельского хозяйства и министерства образования передали часть школ, открытых в сельской местности при сельскохозяйственных кооперативах.
- после начала механизации сельского хозяйства в ведение министерства передали сельские мастерские по ремонту и техническому обслуживанию автотракторной техники.

Окончательное оформление структуры министерства было завершено в 1975 году.